# Бельков, Василий Петрович
Василий Петрович Бельков (24 апреля 1877, Тамакульское, Пермская губерния — 26 апреля 1941, Кадниково, Алтайский край) — русский советский поэт.

## Биография
Василий Бельков родился 24 апреля 1877 года в крестьянской семье в селе Тамакульском Тамакульской волости Камышловского уезда Пермской губернии, ныне село входит в Далматовский муниципальный округ Курганской области.
Окончил тамакульскую сельскую школу. В 1891 году семья переехала в село Кадниковское Барнаульского уезда Томской губернии. Здесь Бельков жил безвыездно, побывав за всю жизнь свою только в ближайшем городе Барнаул. Охота к писательству появилась у Белькова благодаря отцу, любившему журналы и книги.
Писать Бельков стал с 1903 года, печататься с 1911 года. Бельков печатался в журналах «Жизни Алтая», «Голос Алтая», «Алтайский Крестьянин», «Сибирская Жизнь», «Народная Газета», альманахе И. А. Назарова, «Пробуждение» 1916 кн. 4 и других.
В 1931 году вступил в колхоз, где работал животноводом, затем письмоносцем.
Василий Петрович Бельков умер 26 апреля 1941 года в селе Кадниково Кадниковского сельсовета Мамонтовского района Алтайского края.

## Память
- Бельковские чтения, проводятся в селе Кадниково Мамонтовского района Алтайского края. В 2022 году состоялись V Бельковские чтения[3][4].

## Книги
- В 2004 году в Кадникове в память о поэте прошли первые Бельковские чтения, а в 2007 году по решению администрации Мамонтовского района и Совета местного краеведческого музея был издан сборник стихотворений Василия Белькова «Тихострунной гармонии звуки»[5].
- Бельков В. П. Край мой милый. — Великий Новгород: Печатный Двор, 2017. — 177 с. — 80 экз. — ISBN 978-5-9907955-0-1.

## Семья
- Родители: Пётр Никифорович Бельков и Дарья Григорьевна (урожд. Бревнова). По данным метрических книг в семье родилось не менее 10 детей, в 1891 году были живы 5: Василий 14 лет, Гавриил 10 лет, Екатерина 8 лет, Мариамна 4 года и Мария (род. 18 (30) июля 1891 года).
- Василий Бельков в 1898 году венчался в селе Мамонтово.